# Efialtes z Aten
Efialtes z Aten (ur. ok. 500 p.n.e., zm. 461 p.n.e.) – ateński polityk, prawodawca i mówca, nauczyciel Peryklesa.

## Pochodzenie
Urodził się w niezamożnej rodzinie. Jako polityk miał opinię nieprzekupnego i nieskazitelnego, co zapewniało mu zaufanie ludu. Był zwolennikiem reform ustrojowych w duchu demokratycznym i niejako spadkobiercą idei Temistoklesa. Uznawany był za przywódcę ateńskich demokratów w latach sześćdziesiątych V wieku p.n.e. i tym samym był przeciwnikiem przywódcy stronnictwa arystokratycznego Kimona. 

## Reformy
Dziełem Elfialtesa było złamanie wpływów Areopagu, który jako instytucja arystokratyczna składał się z byłych archontów, wywodzących się z klas wyższych i pozostających w jego składzie dożywotnio. Efialtes zaczął atak od oskarżeń poszczególnych członków Areopagu o korupcję lub nadużycie władzy i w wielu przypadkach uzyskał wyroki skazujące. Następnie latem 462 p.n.e., wraz z Peryklesem i podczas nieobecności Kimona, przeprowadził na zgromadzeniu reformę demokratyczną. Najważniejsze uprawnienia areopagu przeszły na Zgromadzenie Ludowe, Radę Pięciuset i sądy ludowe (heliaja). Areopagowi pozostawiono jedynie sądownictwo w sprawach o przelew krwi (zranienie, zabójstwo), trucicielstwo, podpalenie i niektóre wykroczenia religijne (wycięcie świętych oliwek). Efialtes był również przeciwny wsparciu Sparty przeciwko helotom. 

## Zamach i śmierć
Wkrótce po przeprowadzeniu reformy Efialtes padł ofiarą zamachu - został zamordowany podstępnie przez Beotę, Arystodikosa z Tanagry. Nie udało się nigdy ustalić inicjatorów zamachu. Demokraci twierdzili, że zabójcami są oligarchowie, inni utrzymywali, że zabójców nie schwytano, bo nie chciano ich schwytać (o jakiś udział w tym niewątpliwie politycznym morderstwie podejrzewano nawet Peryklesa, który zajął miejsce zamordowanego jako przywódca stronnictwa). Efialtesa pochowano na starożytnej nekropoli ateńskiej Keramejkos w dzielnicy garncarzy - Keramikos.

## Znaczenie reform Efialtesa
Przeprowadzenie reformy przez Efialtesa jest uznawane za jedną z ważniejszych cezur w dziejach ustroju ateńskiego, została bowiem usunięta ostatnia bariera instytucjonalna w dążeniu do pełnej demokratyzacji ustroju Aten: „...przez nią [tj. przez wolność] lud tak się rozzuchwalił, że według słów komediopisarzy, nie pozwolił sobie więcej założyć uzdy, ale zaraz zaczął gryźć Eubeję i skakać po wszystkich wyspach" (Plutarch z Cheronei, "Żywoty równoległe"). Zdaniem wielu badaczy nowożytnych dopiero od reform Efialtesa można mówić o demokracji ateńskiej.

### Starożytne źródła
O Efialtesie pisali w starożytności: Arystoteles w Polityce i Ustroju politycznym Aten oraz Plutarch z Cheronei w Żywotach równoległych (biografie Peryklesa i Kimona).